# Lie to Me (пісня Міколаша Йозефа)
«Lie to Me» (укр. Збреши мені) — пісня чеського співака Міколаша Йозефа, представлена 19 листопада 2017 року; із цією композицією виконавець представлятиме Чехію на Євробаченні 2018 у Лісабоні, Португалія.

## Список композицій
| Цифрове завантаження | Цифрове завантаження | Цифрове завантаження |
| #                    | Назва                | Тривалість           |
| -------------------- | -------------------- | -------------------- |
| 1.                   | «Lie to Me»          | 2:50                 |

## Чарти
| Чарти (2017)                    | Найвища сходинка |
| ------------------------------- | ---------------- |
| Чехія (Singles Digitál Top 100) | 52               |

## Історія релізу
| Регіон | Дата              | Формат               | Лейбл |
| ------ | ----------------- | -------------------- | ----- |
| Світ   | 19 листопада 2017 | Цифрове завантаження | Немає |